# リサ・ベイカー
リサ・ベイカー（Lisa Baker、1944年3月19日 - ）は、アメリカ合衆国の男性向雑誌PLAYBOY誌・1966年11月号のプレイメイトで、1967年度のプレイメイト・オブ・ザ・イヤー。彼女の中央見開き折込ページ（センターフォールド）は、ウィリアム・フィッゲ (William Figge) とエド・デロング (Ed DeLong) によって撮影された。

## 来歴
ベイカーは、ブロークン ボウ (オクラホマ州) で育ち、ハイスクール時代は地元のドラッグストアで、ソーダ水販売員として働いた。彼女には、4人の兄弟と3人の姉妹がいる。
ハイスクール卒業後、ベイカーはロサンゼルスに移転し、貯蓄貸付組合のローンサービス部での仕事を得た。
PLAYBOY誌への出演により、彼女は雑誌のスポークスモデルとして非常な売れっ子となった。彼女はしかしながら、映画のキャリアにおいては成功しなかった。ベイカーは1本の映画『Hot Summer in the City 』(1976年) と『Jonathan Winters Show 』や、『Tonight Show 』のバドガールとしてなどの、若干のテレビ番組の出演を得ることができた。
彼女は、1979年12月のPLAYBOYのグラビア「Playmates Forever!」のためにヌード撮影のモデルとなった。
ベイカーは1980年代にテキサスへ戻り、2000年まで住んだ。その後友人のデデ・リンド（1967年8月号のプレイメイト）と一緒に暮らすため、フロリダへ移住した。（2008年）現在、彼女とリンドはサイン会に出席して、彼女達のファンに会うのを楽しんでいる。